# Nika Barič
Nika Barič (ur. 2 października 1992 w Trbovljach) – słoweńska koszykarka, grająca na pozycji rozgrywającej, od 2023 zawodniczka BC Polkowice.
W latach 2019/2020 i 2021/2022 występowała rosyjskim klubie Dinamo Kursk. W swojej karierze grała również w  ŽKK Athlete Celje, Spartaku Moskwa oraz UMMC Jekaterynburg. Została wybrana w drugiej rundzie draftu WNBA 2012 (jako 20.) przez Minnesota Lynx. 29 sierpnia 2023 została zawodniczką BC Polkowice.

## Osiągnięcia
Stan na 4 lutego 2024, na podstawie, o ile nie zaznaczono inaczej.

### Drużynowe
- Mistrzyni:
  - Euroligi (2016, 2018, 2019)
  - Rosji (2016–2019)
  - Słowenii (2008, 2009)
- Wicemistrzyni:
  - Rosji (2012, 2013, 2020)
  - Słowenii (2010, 2011)
- Zdobywczyni:
  - Superpucharu Europy FIBA (2016, 2018)
  - pucharu:
    - Polski (2024)[6]
    - Rosji (2017, 2019, 2020)
    - Słowenii (2008–2010)
- Finalistka:
  - Superpucharu Europy FIBA (2015)
  - pucharu:
    - Rosji (2013, 2015)
    - Słowenii (2008–2010)
- 3. miejsce w:
  - Eurolidze (2017)
  - lidze WABA (2010, 2011)
  - Pucharze Rosji (2012)
- 4. miejsce w:
  - lidze WABA (2009)
  - Pucharze Rosji (2014)

### Indywidualne
- MVP Pucharu Słowenii (2009, 2010)
- Laureatka nagrody FIBA Europe Young Women’s Player of the Year Award (2010)
- Liderka w asystach ligi słoweńskiej (2010)

### Reprezentacja
Seniorska
- Uczestniczka:
  - mistrzostw Europy:
    - 2017 – 14. miejsce, 2019 – 10. miejsce, 2021 – 10. miejsce
    - dywizji B (2009)

  - kwalifikacji do Eurobasketu (2013, 2015, 2017)

Młodzieżowe
- Uczestniczka rozgrywek mistrzostw:
  - świata U–19 (2011 – 14. miejsce)
  - Europy:
    - U–18 (2010 – 4. miejsce)
    - dywizji B:
      - U–18 (2007, 2008, 2009)
      - U–16 (2005, 2006, 2007)
- MVP Eurobasketu dywizji B:
  - U–18 (2009)
  - U–16 (2007)